# Чемпіонат світу з легкої атлетики 2017 — біг на 100 метрів (чоловіки)

Фінальний забіг

Змагання з бігу на 100 метрів серед чоловіків на Чемпіонаті світу з легкої атлетики 2017 у Лондоні проходили 4 і 5 серпня на Олімпійському стадіоні.

## Рекорди
На початок змагань основні рекордні результати були такими:
| WR | Усейн Болт Ямайка    | 9,58 | Берлін Німеччина | 16 серпня 2009 |
| CR | Усейн Болт Ямайка    | 9,58 | Берлін Німеччина |                |
| WL | Крістіан Коулмен США | 9,82 | Юджин США        | 7 червня 2017  |

## Розклад
| Дата          | Час початку | Стадія           |
| ------------- | ----------- | ---------------- |
| 4 серпня 2017 | 19:00       | Попередній раунд |
| 4 серпня 2017 | 20:20       | Забіги           |
| 5 серпня 2017 | 19:05       | Півфінали        |
| 5 серпня 2017 | 21:45       | Фінал            |

Вказаний місцевий час (UTC+0)

## Результати

### Попередній раунд
Умови кваліфікації до наступного раунду: перші троє з кожного забігу (Q) та двоє найшвидших за часом з тих, які посіли у забігах місця, починаючи з четвертого (q).
Забіг 1
Вітер: 1,4 м/с
| Місце | Атлет                 | Країна    | Час   | Примітки |
| ----- | --------------------- | --------- | ----- | -------- |
| 1     | Еммануель Матаді      | Ліберія   | 10,27 | Q        |
| 2     | Брендон Родні         | Канада    | 10,37 | Q        |
| 3     | Марк Отієно Одіамбо   | Кенія     | 10,40 | Q        |
| 4     | Феарат Нгет           | Камбоджа  | 10,99 | SB       |
| 5     | Масбах Ахммед         | Бангладеш | 11,08 |          |
| 6     | Мохамед Ламін Дансоко | Гвінея    | 11,41 | SB       |
| 7     | Дайсард Дагеаго       | Науру     | 11,60 |          |

Забіг 2
Вітер: 1,1 м/с
| Місце | Атлет            | Країна              | Час   | Примітки |
| ----- | ---------------- | ------------------- | ----- | -------- |
| 1     | Емре Зафер Барнс | Туреччина           | 10,22 | Q        |
| 2     | Чавон Волш       | Антигуа і Барбуда   | 10,44 | Q        |
| 3     | Хассан Сааїд     | Мальдіви            | 10,45 | Q        |
| 4     | Ділан Сікобо     | Сейшельські Острови | 11,01 |          |
| 5     | Джекі Ланкі      | Маршаллові Острови  | 11,91 | PB       |
| 6     | Мобера Тонана    | Кірибаті            | 11,91 | SB       |
| 7     | Ієлу Тамоа       | Тувалу              | 12,12 | PB       |

Забіг 3
Вітер: 0,9 м/с
| Місце | Атлет                  | Країна             | Час   | Примітки |
| ----- | ---------------------- | ------------------ | ----- | -------- |
| 1     | Ян Волко               | Словаччина         | 10,15 | Q, NR    |
| 2     | Абдулла Абкар Мохаммед | Саудівська Аравія  | 10,23 | Q        |
| 3     | Маріо Бьорк            | Барбадос           | 10,23 | Q, SB    |
| 4     | Роландо Паласіос       | Гондурас           | 10,73 |          |
| 5     | Хан Буї Ба             | В'єтнам            | 10,76 | SB       |
| 6     | Саїд Гілані            | Афганістан         | 11,13 | PB       |
| 7     | Пол Маунікені          | Соломонові Острови | 11,31 | PB       |

Забіг 4
Вітер: 0,7 м/с
| Місце | Атлет                  | Країна                       | Час   | Примітки |
| ----- | ---------------------- | ---------------------------- | ----- | -------- |
| 1     | Рамон Гіттенс          | Барбадос                     | 10,25 | Q        |
| 2     | Джозеф Міллар          | Нова Зеландія                | 10,29 | Q        |
| 3     | Воррен Фрейзер         | Багамські Острови            | 10,30 | Q        |
| 4     | Амбдул Карім Ріффайн   | Коморські Острови            | 10,59 | q        |
| 5     | Жан Тарсисіус Батамбок | Камерун                      | 10,71 | q, PB    |
| 6     | Скотт Джеймс Фіті      | Федеративні Штати Мікронезії | 11,23 | PB       |
| 7     | Гвінн Уехара           | Палау                        | 11,47 | SB       |

### Забіги
Умови кваліфікації до наступного раунду: перші троє з кожного забігу (Q) та шестеро найшвидших за часом з тих, які посіли у забігах місця, починаючи з четвертого (q).
Забіг 1
Вітер: -0,1 м/с
| Місце | Атлет                  | Країна            | Час   | Примітки |
| ----- | ---------------------- | ----------------- | ----- | -------- |
| 1     | Крістіан Коулмен       | США               | 10,01 | Q        |
| 2     | Жак Алі Гарві          | Туреччина         | 10,13 | Q        |
| 3     | Седже Грін             | Антигуа і Барбуда | 10,21 | Q        |
| 4     | Еммануель Матаді       | Ліберія           | 10,24 | q        |
| 5     | Рамон Гіттенс          | Барбадос          | 10,24 |          |
| 6     | Джуліан Ройс           | Німеччина         | 10,25 |          |
| 7     | Сеной-Джей Гівенс      | Ямайка            | 10,30 |          |
| 8     | Жан Тарсисіус Батамбок | Камерун           | 10,75 |          |

Забіг 2
Вітер: -0,6 м/с
| Місце | Атлет                  | Країна            | Час   | Примітки |
| ----- | ---------------------- | ----------------- | ----- | -------- |
| 1     | Абдул Хакім Сані Браун | Японія            | 10,05 | Q, PB    |
| 2     | Йоган Блейк            | Ямайка            | 10,13 | Q        |
| 3     | Се Чженьє              | Китай             | 10,13 | Q        |
| 4     | Емре Зафер Барнс       | Туреччина         | 10,22 | q        |
| 5     | Еммануель Коллендер    | Тринідад і Тобаго | 10,25 |          |
| 6     | Ян Волко               | Словаччина        | 10,25 |          |
| 7     | Давід Ліма             | Португалія        | 10,41 |          |
| 8     | Амбдул Карім Ріффайн   | Коморські Острови | 10,72 |          |

Забіг 3
Вітер: 0,0 м/с
| Місце | Атлет           | Країна          | Час   | Примітки |
| ----- | --------------- | --------------- | ----- | -------- |
| 1     | Джуліан Форте   | Ямайка          | 9,99  | Q, PB    |
| 2     | Бен Юссеф Мейте | Кот-д'Івуар     | 10,02 | Q        |
| 3     | Ріс Прескод     | Велика Британія | 10,03 | Q, PB    |
| 4     | Акані Сімбіне   | ПАР             | 10,15 | q        |
| 5     | Алекс Вілсон    | Швейцарія       | 10,24 | q        |
| 6     | Маріо Бьорк     | Барбадос        | 10,42 |          |
| 7     | Хассан Сааїд    | Мальдіви        | 10,45 |          |
|       | Андре де Грассе | Канада          | DNS   |          |

Забіг 4
Вітер: -0,2 м/с
| Місце | Атлет               | Країна          | Час   | Примітки |
| ----- | ------------------- | --------------- | ----- | -------- |
| 1     | Сю Бінтян           | Китай           | 10,03 | Q, SB    |
| 2     | Чиджинду Уджа       | Велика Британія | 10,07 | Q        |
| 3     | Крістофер Белчер    | США             | 10,13 | Q        |
| 4     | Асука Кембрідж      | Японія          | 10,21 | q        |
| 5     | Джозеф Міллар       | Нова Зеландія   | 10,31 |          |
| 6     | Марк Отьєно Одіамбо | Кенія           | 10,37 |          |
| 7     | Джеремі Додсон      | Самоа           | 10,52 |          |
|       | Мосіто Лехата       | Лесото          | DQ    | R162.7   |

Забіг 5
Вітер: 0,9 м/с
| Місце | Атлет                  | Країна            | Час   | Примітки |
| ----- | ---------------------- | ----------------- | ----- | -------- |
| 1     | Джастін Гетлін         | США               | 10,05 | Q        |
| 2     | Ендрю Фішер            | Бахрейн           | 10,19 | Q        |
| 3     | Кім Гукйон             | Південна Корея    | 10,24 | Q        |
| 4     | Кестон Бледмен         | Тринідад і Тобаго | 10,26 |          |
| 5     | Гейвін Смеллі          | Канада            | 10,29 |          |
| 6     | Абдулла Абкар Мохаммед | Саудівська Аравія | 10,31 |          |
|       | Тандо Рото             | ПАР               | DQ    | R162.7   |
|       | Чавон Волш             | Антигуа і Барбуда | DNS   |          |

Забіг 6
Вітер: 0,3 м/с
| Місце | Атлет          | Країна            | Час   | Примітки |
| ----- | -------------- | ----------------- | ----- | -------- |
| 1     | Усейн Болт     | Ямайка            | 10,07 | Q        |
| 2     | Джеймс Дасаолу | Велика Британія   | 10,13 | Q        |
| 3     | Джиммі Віко    | Франція           | 10,15 | Q        |
| 4     | Сухей Тада     | Японія            | 10,19 | q        |
| 5     | Хассан Тафтіан | Іран              | 10,34 |          |
| 6     | Брендон Родні  | Канада            | 10,36 |          |
| 7     | Воррен Фрейзер | Багамські Острови | 10,42 |          |
| 8     | Дієго Паломеке | Колумбія          | 10,51 |          |

### Півфінали
Умови кваліфікації до наступного раунду: перші двоє з кожного забігу (Q) та двоє найшвидших за часом з тих, які посіли у забігах місця, починаючи з третього (q).
Забіг 1
Вітер: -0,5 м/с
| Місце | Атлет           | Країна          | Час   | Примітки |
| ----- | --------------- | --------------- | ----- | -------- |
| 1     | Акані Сімбіне   | ПАР             | 10,05 | Q        |
| 2     | Джастін Гетлін  | США             | 10,09 | Q        |
| 3     | Бен Юссеф Мейте | Кот-д'Івуар     | 10,12 |          |
| 4     | Джуліан Форте   | Ямайка          | 10,13 |          |
| 5     | Джеймс Дасаолу  | Велика Британія | 10,22 |          |
| 6     | Асука Кембрідж  | Японія          | 10,25 |          |
| 7     | Се Чженьє       | Китай           | 10,28 |          |
| 8     | Кім Гукйон      | Південна Корея  | 10,40 |          |

Забіг 2
Вітер: -0,2 м/с
| Місце | Атлет                  | Країна          | Час   | Примітки |
| ----- | ---------------------- | --------------- | ----- | -------- |
| 1     | Йоган Блейк            | Ямайка          | 10,04 | Q        |
| 2     | Ріс Прескод            | Велика Британія | 10,05 | Q        |
| 3     | Сю Бінтян              | Китай           | 10,10 | q        |
| 4     | Жак Алі Гарві          | Туреччина       | 10,16 |          |
| 5     | Крістофер Белчер       | США             | 10,20 |          |
| 6     | Еммануель Матаді       | Ліберія         | 10,20 |          |
| 7     | Абдул Хакім Сані Браун | Японія          | 10,28 |          |
| 8     | Алекс Вілсон           | Швейцарія       | 10,30 |          |

Забіг 3
Вітер: 0,4 м/с
| Місце | Атлет            | Країна            | Час   | Примітки |
| ----- | ---------------- | ----------------- | ----- | -------- |
| 1     | Крістіан Коулмен | США               | 9,97  | Q        |
| 2     | Усейн Болт       | Ямайка            | 9,98  | Q        |
| 3     | Джиммі Віко      | Франція           | 10,09 | q        |
| 4     | Чиджинду Уджа    | Велика Британія   | 10,12 |          |
| 5     | Сухей Тада       | Японія            | 10,26 |          |
| 6     | Емре Зафер Барнс | Туреччина         | 10,27 |          |
| 7     | Ендрю Фішер      | Бахрейн           | 10,36 |          |
| 8     | Седже Грін       | Антигуа і Барбуда | 10,64 |          |

### Фінал
Вітер: -0,8 м/с
| Місце | Атлет            | Країна          | Час   | Примітки |
| ----- | ---------------- | --------------- | ----- | -------- |
| 1     | Джастін Гетлін   | США             | 9,92  | SB       |
| 2     | Крістіан Коулмен | США             | 9,94  |          |
| 3     | Усейн Болт       | Ямайка          | 9,95  | SB       |
| 4     | Йоган Блейк      | Ямайка          | 9,99  |          |
| 5     | Акані Сімбіне    | ПАР             | 10,01 |          |
| 6     | Джиммі Віко      | Франція         | 10,08 |          |
| 7     | Ріс Прескод      | Велика Британія | 10,17 |          |
| 8     | Сю Бінтянь       | Китай           | 10,27 |          |